# Липски сир
Липски сир је врста српског сира који се прави од овчијег млека.  Овај сир је класификован у зреле и меке сиреве. Липски сир се прави на сличан начин као и сир порт-ду-салут.
Према попису из 1824. године (из књиге Леонтија Павловића) Липе је имало 104 куће, а 5.745 оваца. Поређења ради друга села имала су 5 пута мање: Осипаоница 1.300, Скобаљ 924 овце. 